# Долгов, Александр Петрович
Александр Петрович Долгов (22 октября 1917, Иващенково — 1 мая 1945, Берлин) — Гвардии старший лейтенант Рабоче-крестьянской Красной Армии, участник Великой Отечественной войны, Герой Советского Союза (1945).

## Биография
Александр Долгов родился 22 октября 1917 года в селе Большое Томылово (ныне — город Чапаевск Самарской области) в крестьянской семье. Окончил семь классов школы, после чего работал в колхозе, затем электриком на одном из заводов в Чапаевске. С 1937 года работал электромонтёром на Куйбышевском судоремонтном заводе. В 1938 году Долгов был призван на службу в Рабоче-крестьянскую Красную Армию. Участвовал в боях на Халхин-Голе. С апреля 1942 года — на фронтах Великой Отечественной войны. В 1943 году Долгов окончил Горьковское танковое училище. К апрелю 1945 года гвардии старший лейтенант Александр Долгов командовал танковой ротой 8-го отдельного гвардейского мотоциклетного батальона (8-го гвардейского механизированного корпуса, 1-й гвардейской танковой армии, 1-го Белорусского фронта). Отличился во время штурма Берлина.
24 апреля 1945 года Долгов в составе передовой группы прорвался в пригород Берлина Эркнер и захватил заминированный железнодорожный мост, соединявший берега канала между озёрами Демериц и Флакен, а затем отражал вражеские атаки до подхода основных сил корпуса. 1 мая 1945 года Долгов погиб в Берлине. Похоронен в польском городе Суленцин.

## Награды
Указом Президиума Верховного Совета СССР от 31 мая 1945 года гвардии старший лейтенант Александр Долгов посмертно был удостоен высокого звания Героя Советского Союза. Также был награждён орденами Ленина, Красного Знамени, Отечественной войны 1-й и 2-й степеней.

## Память
В честь Долгова названы улица и школа в Чапаевске, грузовой теплоход Волжского пароходства.